# Engelbrecht Zoltán
Engelbrecht Zoltán, (Esztergom, 1953. október 24. –) labdarúgó, csatár.

## Pályafutása
1972 és 1976 között volt a Ferencváros játékosa. Egyszeres magyar bajnok és kétszeres magyar kupagyőztes a csapattal. A Fradiban 27 mérkőzésen szerepelt (22 bajnoki, 4 nemzetközi, 1 hazai díjmérkőzés) és 3 gólt szerzett (1 bajnoki, 2 egyéb).

## Sikerei, díjai
- Magyar bajnokság
  - bajnok: 1975–76
  - 2.: 1972–73, 1973–74
  - 3.: 1974–75
- Magyar kupa
  - győztes: 1974, 1976

## Érdekesség
Az 1977. június elsején lejátszott NB I-es bajnoki mérkőzésen testvérével, Engelbrecht Józseffel ellenfélként küzdöttek meg Dunaújvárosban, a Dunaújvárosi Kohász - Dorog 2-0-s találkozón. Néhány évvel később Dorogon csapattársak lettek.